# Royal Rumble (2007)
Royal Rumble 2007 var det tyvende årlige Royal Rumble, et professionel wrestling pay-per-view-event. Det var i medierne den 28. januar i 2007 og blev holdt i AT&T Centeret i San Antonio, Texas. 
Det var også første gang at ECW(Extreme Championship Wrestling) var med i denne historieske WWE-PPV. Det vil sige at Royal Rumble kampens deltagere ikke længere var 15 fra Raw og 15 fra Smackdown, men 13 fra Raw, 10 fra Smackdown og 7 fra ECW on Sci Fi, som det i øvrigt også kaldes.
Normalt burde det være sådan at der skulle være 10 stjerner fra hvert af de tre hold i Royal Rumblen.
Aftenen bød dog på mere end det da det viste sig at der i alt skulle være 41 optrædene, tilmeld kommentatorene, dommerne osv. Manden der faktisk stod bag det hele var endnu en gang WWE-grundlæggeren, Vince McMahon.

## Kampe
- JTG (sammen med Shad Gaspard slår Lance Cade (sammen med Trevor Murdoch) (8:42) (Two-Managing Single Match

- Matt Hardy og Jeff Hardy slår Joey Mercury og Johnny Nitro (sammen med Melina) (15:27) (One-Managing Normal Tag Team Match)

- Bobby Lashley slår Test (7:18) (Single Match)
  - Bobby Lashley genvinder ECW World Championship titlen

- Batista slår Mr. Kennedy (10:29) (Single Match)
  - Batista genvinder World Heavyweight Championship titlen

- John Cena slår Umaga (sammen med Armando Ajeandro Estrada) (23:09) (Last Man Standing Match)
  - John Cena genvinder WWE Championship titlen

- The Undertaker vinder Royal Rumble kampen (56:18)
  - The Undertaker sikrer sig chancen om at blive ny World Heavyweight Champion under Wrestlemania 23

## Demonstration
Formænd
- Jonathan Coachman (Monday Night Raw)
- Paul Heyman (ECW on Sci Fi)
- Theodore Long (Friday Night Smackdown)
- Vince McMahon (World Wrestling Entertainment)

Kommentatorer
- JBL (Friday Night Smackdown)
- Jerry Lawler (Monday Night Raw)
- Jim Ross (Monday Night Raw)
- Joey Styles (ECW on Sci Fi)
- Michael Cole (Friday Night Smackdown)
- Tazz (ECW on Sci Fi)

Dommere
- Chris Kay (Friday Night Smackdown)
- Charles Robinson (Friday Night Smackdown)
- Jack Doan (Monday Night Raw)
- Jim Korderas (Friday Night Smackdown)
- Mickie Henson (ECW on Sci Fi)
- Mike Chioda (Monday Night Raw)
- Scott Armstrong (ECW on Sci Fi)

Interviewer
- Todd Grisham (Friday Night Smackdown)

Lodtrækker
- Kelly Kelly (Monday Night Raw)

## Rekorder
- For første gang vinder nummer 30#. (Undertaker)
- Royal Rumble 2007 er den første Royal Rumble med hvide reb.
- Ny big-hand elimination: Det tog otte mand for at eliminere Big Daddy V, i 1994 var der brug for syv til dette.
- Kane er for tolvte gang med i Royal Rumblen.